# Liste der Bodendenkmale in Warwerort
In der Liste der Bodendenkmale in Warwerort sind die Bodendenkmale der Gemeinde Warwerort nach dem Stand der Bodendenkmalliste des Archäologischen Landesamts Schleswig-Holstein von 2016 aufgelistet.
| Denkmal-ID           | Befundart           | Bezeichnung          | Zeitstellung | Lage | Bemerkungen                                                                                 | Bild |
| -------------------- | ------------------- | -------------------- | ------------ | ---- | ------------------------------------------------------------------------------------------- | ---- |
| aKD-ALSH-Nr. 000 224 | Befestigung > Deich | Deich/Koog/Sietwende | Neuzeit      |      | Deich aus dem 18. Jahrhundert, 315 m langes Teilstück mit dahinterliegender Berme erhalten. |      |